# Дельта Куры
Дельта Куры находится в Нефтечалинском районе Азербайджана. В настоящее время она имеет относительно небольшие размеры (длина 17,5 км и площадь 94 км²) и простое лопастное устройство. Однако ранее дельта была устроена значительно сложнее и имела бо́льшие размеры. На изменение дельты Куры оказывает влияние колебания уровня Каспийского моря.
Скульптурные остатки древней более крупной дельты обнаружены у берегов залива Кызылагадж. Она сообщается с нынешним прирусловым валом реки полуисчезнувшими руслами. Ранее Кура участвовала в формировании обширного залива на месте нынешней Кура-Араксинской низменности. Затем, примерно 3—4 века назад, река пробила невысокий барьер на востоке и вышла на открытое побережье Каспийского моря. В районе прежнего русла Куры обнаружены остатки поселений и оросительной сети. После изменения русла, посёлки и поля пришли в упадок и были заброшены.
Проложив новое русло, Кура сперва заполнила отложениями низменность и небольшой залив юго-западнее современной дельты. Затем река спрямила русло, пробив дюнный вал и выйдя к побережью моря. Предположительно, после этого и начала формироваться нынешняя дельта, выдвигающаяся в море. Эта дельта в настоящее время отделена аллювием от части Кура-Араксинской низменности.
В 1860 году Н. А. Ивашинцов проводил первую инструментальную съёмку дельты, в результате чего было установлено, что её площадь составляет 39,6 км², а длина главного банка — 8 км. Измерения 1937 года показали, что её площадь возросла до 373 км², а главный банк увеличился до 21 км. Если предполагать, что увеличение дельты было более-менее равномерным, а также учитывая данные старых карт, можно предположить, что современная дельта Куры начала формироваться не ранее конца XVIII — начала XIX века. Существенное влияние на дельту в дальнейшем оказало снижение уровня Каспия в 1970-х годах и резкий его подъём в 1978—1995 годах.